# Nitrotriazolon
Nitrotriazolon (3-nitro-1,2,4-triazol-5-on, NTO) – organiczny związek chemiczny z grupy nitrozwiązków heterocyklicznych, pochodna triazolu. Stosowany jako kruszący materiał wybuchowy.
W temperaturze pokojowej NTO jest białym krystalicznym ciałem stałym o gęstości 1,93 g/cm³. Produkt techniczny ma barwę seledynową. Topi się w temperaturze ok. 260 °C z rozkładem. Dobrze rozpuszczalny w gorącej wodzie, N-metylopirolidonie i etanolu. Z tych rozpuszczalników może być krystalizowany.

## Otrzymywanie
NTO otrzymuje się poprzez nitrowanie triazolonu mieszaniną kwasu siarkowego i azotowego lub 80% kwasem azotowym.

## Zastosowanie
Jest wykorzystywany jako zamiennik trotylu w mało wrażliwych mieszaninach wybuchowych, np. IMX-101.